# Hyperechia robusta
Hyperechia robusta är en tvåvingeart som först beskrevs av Christian Rudolph Wilhelm Wiedemann 1828.  Hyperechia robusta ingår i släktet Hyperechia och familjen rovflugor. Inga underarter finns listade i Catalogue of Life.